# Ribas de Freser
Ribas de Freser (en catalán y oficialmente Ribes de Freser) es un municipio y localidad española de la provincia de Gerona, en la comunidad autónoma de Cataluña. El término municipal, ubicado en la comarca del Ripollés, tiene una población de 1847 habitantes (INE 2024) e incluye también los núcleos de Bruguera y Ventolá.

## Toponimia
Hasta la reforma de la nomenclatura municipal de 1916 el municipio se llamaba simplemente Ribas. En dicha fecha su nombre fue modificado por el de Ribas de Fresser.
El nombre del lugar puede encontrarse en el Boletín Oficial del Estado mencionado con las grafías Ribas de Freser, Ribas de Fresser y Ribes de Freser.
El municipio se encuentra al norte de Ripoll y en la confluencia de los ríos Freser, Rigard y Segadell.Forman parte del municipio las localidades de Ribas, Bruguera y Ventolá.

## Geografía
Integrado en la comarca de Ripollés, se sitúa a 99 kilómetros de la capital provincial. El término municipal está atravesado por la carretera nacional N-260, entre los pK 124-126 y 129-135, además de por carreteras locales que permiten la comunicación con Pardinas, Campelles y Queralbs. 
| Noroeste: Planolas    | Norte: Queralbs  | Nordeste: Queralbs |
| Oeste: Campellas      |                  | Este: Pardinas     |
| Suroeste: Campdevánol | Sur: Campdevánol | Sureste: Ogassa    |

El relieve del municipio por las montañas pirenaicas que circundan los valles de los ríos Freser, Rigard y Segadell, que confluyen entre sí. Las zonas más elevados del municipio son el pico Taga (2040 metros), en el límite con Pardinas y Ogassa y la serra d'Estremera (1890 metros), en el limite con Planoles y Queralbs. El pico Cuàs (1421 metros), se encuentra al suroeste, en el límite con Campdevànol. La altitud oscila por tanto entre los 2040 metros (pico Taga) y los 775 metros al sur, a orillas del río Freser. El pueblo se alza a 1092 metros sobre el nivel del mar.

## Historia
A mediados del siglo XIX, la villa tenía contabilizada una población de 798 habitantes. Aparece descrita en el decimotercer volumen del Diccionario geográfico-estadístico-histórico de España y sus posesiones de Ultramar de Pascual Madoz de la siguiente manera:

RIBAS: v. cab. del part. jud. de su nombre y del ayunt. que forma con Bruguera y Ventolá, en la prov. de Gerona (13 leg.), aud. terr., c. g. de Barcelona (17). sit. en la confluencia de los r. Frasser, Rigall y Sagadell; su horizonte es tan limitado por las áridas y peladas montañas que la cercan por todos lados, que el sol no penetra en ella hasta que ha llegado á cierta altura; y no se deja ver, sino para desaparecer al cabo de pocas horas tras de la montaña en cuya falda oriental se halla sit. la pobl.; reinan con frecuencia los vientos del N. y S.; el clima es frio pero sano; las enfermedades comunes son catarros y pulmonias. Esta v. fue designada en la division terr. de 1833 como cap. de part. en lugar de Puigcerdá, que lo había sido hasta entonces; pero sobrevino á poco la guerra civil, recorrieron los carlistas en todas direcciones el valle de Ribas, ocupando casi constantemente la misma v., y el juez de primera instancia del distrito, fue autorizado para continuar residiendo en Puigcerdá, donde aun permanece, sin embargo de haber cesado del todo el obstáculo que motivó la autorizacion. Esto lo motiva sin duda el ser el pueblo muy miserable, cuyas casas son incómodas y de muy mala construccion. Hay casa consistorial; cárcel; escuela de instruccion primaria dotada con 3,200 rs. vn. concurrida por 40 alumnos; otra para niñas cuya maestra disfruta la pension de 1,300 rs. vn. una igl. parr. (La Asuncion de Ntra. Sra.) servida por un cura de término y dos beneficiados de patronato laical: el cementerio se halla próximo á la igl., en el parage mas céntrico de la poblacion y perjudicial á la salud pública. El térm.confina N. Queralps; E. Pardinas; S. Campellas, y O. Ventolá; se estiende 1 1/2 hora de N. á S., y 2 de E. á O.; en él se encuentra una ermita dedicada á San Antonio de Padua, sit en una elevacion 1/2 hora al E. de la v.; y las aguas termo-minerales que se administran interior y medicinalmente en ciertas enfermedades, y se dicen generalmente baños de Ribas, sin que estos hayan existido; si bien el propietario de la fuenie que arroja dichas aguas, trata en la actualidad de levantar un establecimiento para tomarlos. El terreno es de inferior calidad, muy peñascoso, y de regadio solo algunos prados naturales, por las aguas de los r. mencionados que le cruzan en diferentes direcciones, sobre cada uno de los cuales hay un puente; todos ellos se dirigen reunidos á desaguar en el Ter, conservando el nombre de Frasser, hasta la v. de Ripoll; parte de sus montes estan poblados de pinos silvestres; contiene canteras de piedra de varias clases, y minas de hierro y de carbon de piedra. Hay dos caminos carreteros que cruzan la pobl. en direccion á Puigcerdá, el uno viene de Barcelona y el otro de Camprodon, y otros locales de herradura en muy mal estado. El correo se recibe de Ripoll. prod.: centeno, maiz y patatas; cria ganado lanar, caballar, vacuno y de cerda; caza de liebres y perdices, y pesca de esquisitas truchas. ind.: preparacion de lanas para hilar, y una fáb. de hiladas de algodon, planteándose actualmente. pobl.: 139 vec., 798 alm. cap. prod.: 4,951,200. imp.: 123,780.
(Madoz, 1849, p. 463)

## Demografía
Ribas de Freser cuenta con una población de 1847 habitantes (INE 2024).
| Gráfica de evolución demográfica de Ribas de Freser entre 1842 y 2021 |
| |
| Población de derecho según los censos de población del INE Población de hecho según los censos de población del INEEn estos censos se denominaba Ribas: 1842, 1860, 1877, 1887, 1897, 1900 y 1910 En estos censos se denominaba Ribas de Fresser: 1920, 1930 y 1940 En estos censos se denominaba Ribas de Freser: 1950, 1960, 1970 y 1981 Entre el censo de 1857 y el anterior, crece el término del municipio porque incorpora a Bruguera, Ventola |

## Comunicaciones
El único acceso por carretera a Ribas de Freser es la vía N-152, que comunica Ripoll con Puigcerdá. También se puede acceder al pueblo mediante la línea ferroviaria R3 de Cercanías Barcelona (Barcelona-Puigcerdá-La Tour de Carol)
En Ribas de Freser existe además otra línea de ferrocarril que une el pueblo con el Valle de Nuria pasando por Queralbs. Esta línea está gestionada por FGC (Ferrocarriles de la Generalidad de Cataluña) y funciona como cremallera, para salvar los grandes desniveles que atraviesa. El pueblo se encuentra comunicado con otros municipios del valle, como Queralbs, Pardinas, Bruguera y Campelles mediante carreteras comarcales.
El agua mineral natural Aigua de Ribes procede del manantial situado en Ribas de Freser, donde también es envasada.

## Administración
| Periodo   | Nombre                    | Partido       |
| --------- | ------------------------- | ------------- |
| 1979-1983 | Salvador Carreras Comes   | CiU           |
| 1983-1987 | Ricardo Rodríguez Sidera  | CiU           |
| 1987-1991 | Josep Castany Rull        | CiU           |
| 1991-1995 | Josep Castany Rull        | CiU           |
| 1995-1999 | Pere Vigo Sallent         | ERC           |
| 1999-2003 | Pere Vigo Sallent         | ERC           |
| 2003-2007 | Xavier Robiró Robiró      |               |
| 2007-2011 | Marc Prat Arrey           | CiU           |
| 2011-2015 | Marc Prat Arrey           | CiU           |
| 2015-2019 | Marc Prat Arrey           | CiU           |
| 2019-2023 | Mònica Sanjaume i Colomer | JxCAT – JUNTS |